# Uno (canal de televisión)
Uno (conocido comúnmente como Red Uno, derivado de Unión Nacional de Organizaciones Televisivas) es un canal de televisión abierta boliviano. Inició sus operaciones el 1 de abril de 1984.

## Historia

### PROTEL
En 1979, Ivo Kuljis funda la productora PROTEL (Producciones Gráficas y Televisión), la primera productora privada de televisión en Bolivia, utilizando los medios de video y televisión más modernos para esa época. PROTEL a inicios de los 80 (aproximadamente 1982 a 1983) empezó a hacer transmisiones de pruebas, sin permiso de las autoridades bolivianas, pese a problemas que enfrentaba el país, como la hiperinflación y el descontrol social. El gobierno cerró las emisiones de PROTEL y luego Kuljis habló con el prefecto Velarde para otorgarle una televisión privada.

### Cruceña de Televisión y Teleandina
Cruceña de Televisión (Canal 13) fue lanzado al aire el 1 de abril de 1984, propiedad de Ivo Kuljis. Hasta la fecha, Santa Cruz solo tenía dos canales de televisión, el 7 de Televisión Boliviana (todavía en blanco y negro) y el 11 de la UAGRM (a todo color). Las horas de transmisión y el alcance de la señal eran escasas, pero se convirtió en el primer canal privado de la ciudad.
En la ciudad de La Paz empezó a emitir el 1 de julio de 1985, bajo el nombre de Teleandina a través del canal 11 (VHF), con emisiones de lunes a viernes a las 6:00 p.m. y los fines de semana a las 17:00. En ese entonces, el cineasta Hugo Roncal era el gerente general del canal. En 1987 se cambia la antena transmisora y Teveandina expande sus horarios de emisión a partir de las 11:00 de lunes a viernes y a las 6:00 los días domingos. El estudio de Teleandina estaba ubicado en el centro de la ciudad y se trasladaron hasta Miraflores primero y a Sopocachi a finales de los años 80, así emitiéndose de forma regular desde el 24 de noviembre de 1988. Los primeros programas de Teleandina fueron Virgul, un dibujo animado; el America's Top 10; los especiales de Julio Sabala y el Fútbol Italiano por las mañanas de domingo.

### Formación de Red Uno de Bolivia (1991)
En 1991, entró en una etapa de consolidación definitiva. Su relación con las productoras asociadas le permitió producir programas nacionales.
Así mismo, Teleandina emitía por los canales 11 de Oruro, 13 de Santa Cruz, 6 y posteriormente la señal 9 de Cochabamba (canal 2 CCA corazón de América es un canal independiente que emitía algunos programas), 11 de La Paz y poseía estaciones repetidoras por todo el país.
Ivo Kuljis usó a Red Uno para promover sus campañas electorales en 1993 y 1997 de manera intensa.
En noviembre de 1994, se inicia una nueva etapa de crecimiento tecnológico al contar con un nuevo equipo de transmisión adaptado para trabajar a una altitud de 4000 m s. n. m. y con una potencia de 5 kW.
Se trabajó en el acondicionamiento ideal para el funcionamiento de este nuevo equipo que consistió en nuevas antenas de irradiación, una nueva torre e instalaciones eléctricas adecuadas.
El trabajo realizado permitió mejorar la calidad de señal, perfeccionando así la nitidez de la imagen; y un mayor alcance permitiendo una amplia cobertura nacional.
En 2012, Uno inauguró nuevos estudios localizados en Santa Cruz y la modernización de sus equipos para poder emitir y grabar en HD.[cita requerida] Sin embargo, no fue hasta 2018 cuando el canal comenzó a emitir por la televisión digital terrestre (TDT) en alta definición.
Desde 2018 se ha continuado con la apuesta de los programas de entretenimiento o “realities” con un resultado positivo tanto en el rating como en el aspecto económico. Una de las principales apuestas de la empresa fue producir cuatro temporadas del formato de canto “Factor X” reconocido mundialmente como uno de los más exitosos. Por otra parte, Red Uno ha fortalecido su presencia en los programas con enfoque noticioso/periodístico; se continúa con las revistas matinales (El Mañanero), los noticieros de medio día + noche (Notivisión) y además el programa de análisis político Que No Me Pierda.
El 5 de diciembre de 2022, Red Uno modificó su logo e introdujo su eslogan actual, Para Todos.

## Estudios
Red Uno tiene sus estudios 1 y 2 en el segundo anillo norte de Santa Cruz. Se accede a los mismos por Cristóbal de Mendoza esq. Honduras, muy cerca de ahí en la Fortín Toledo Esquina Canadá tiene sus estudios 3 y 4. En agosto de 2019 inauguró su unidad "El Bajio" en el sexto anillo de la avenida Pirai con el estudio de televisión más grande de Bolivia, su estudio 5, de aproximadamente mil metros cuadrados. También cuenta con control central, además de los estudios en La Paz y Cochabamba.
- Cristóbal de Mendoza Fortín Toledo y Av. Pirai, Santa Cruz (5 estudios, 8 sets): Notivisión Santa Cruz, Bigote, Que no me pierda Santa Cruz, El mañanero Santa Cruz, Cocineros bolivianos Santa Cruz, Factor X y Los Marquina. Oficinas administrativas regionales.
- Romecín Campos 592, La Paz (4 sets): Notivisión La Paz, Que no me pierda La Paz, El mañanero La Paz y Cocineros bolivianos La Paz. Control central. Telepuerto Satelital.
- Uyuni 1029, Cochabamba (2 estudios): Notivisión Cochabamba y El mañanero Cochabamba.

- También existe transmisión en Sucre y Tarija dada por el Grupo de Comunicaciones del Su para el canal y para la Radio Panamericana.[cita requerida]

## Estaciones y redes
Red Uno posee 3 estaciones de televisión y una estación de retransmisión o repetidora; el resto son afiliados. Las siguientes estaciones transmiten la programación de la red:  
| Ciudad                  | Canal | Canal digital | Propietario             | Notas                                                               |
| ----------------------- | ----- | ------------- | ----------------------- | ------------------------------------------------------------------- |
| La Paz                  | 11    | 11.1 (42 UHF) | Red Uno de Bolivia S.A. | Estación oficial de Red Uno, (ex-afiliado de Teleandina)            |
| Santa Cruz de la Sierra | 13    | 13.1 (35 UHF) | Red Uno de Bolivia S.A. | Estación oficial de Red Uno, (ex-afiliado de Cruceña de Televisión) |
| Cochabamba              | 9     | 9.1 (40 UHF)  | Red Uno de Bolivia S.A. | Estación oficial de Red Uno                                         |
| Trinidad, Beni          | 13    | Ninguno       | Red Uno de Bolivia S.A. | Afiliado                                                            |
| Sucre                   | 2     | Ninguno       | Red Uno de Bolivia S.A. | Afiliado                                                            |
| Oruro                   | 11    | Ninguno       | Red Uno de Bolivia S.A. | Afiliado                                                            |
| Potosí                  | 2     | Ninguno       | Red Uno de Bolivia S.A. | Afiliado                                                            |
| Tarija                  | 11    | Ninguno       | Red Uno de Bolivia S.A. | Afiliado                                                            |
| Montero                 | 10    | Ninguno       | Red Uno de Bolivia S.A. | Repetidora                                                          |

## Programación

### Programación original
- Notivisión: Noticiario del canal.
- El mañanero: Revista matutina, de formato informativo.
- Sabores Bolivianos: Versión original de Cocineros argentinos, programa dedicado a la cocina.
- Qué No Me Pierda: Late night show, enfocado a ser un informativo.

## Locutores
- Jesus Rodriguez (+) (2008-2020)
- Verónica Sejas Zamorano (2019-presente)

## Eslóganes
- 1985-2000: Líder nacional
- 2000-2001: Líder del Nuevo Milenio
- 2001-2009: Somos diferentes
- 2009-2013: La alegría es naranja
- 2013-2014: Somos alegría, somos uno
- 2014-2015: El canal de la alegría
- 2016-2019: La alegría es naranja
- 2018-2022: Cada vez mejor
- 2022-presente: Para todos

## Polémica

### Propaganda gubernamental
En 2020, la entonces ministra de Comunicaciones, Isabel Fernández Suárez reveló que los medios televisivos de Bolivia presuntamente gozaron de beneficios de montos millonarios de propaganda gubernamental en la gestión de gobierno de Evo Morales, de las cuales Red Uno recibió una cantidad de 82,3 millones de bolivianos entre 2017, 2018 y 2019.